# Famn
Famn (im Deutschen dem Maß Faden entsprechend) war ein schwedisches Längenmaß und  schon seit 1739 in der schwedischen Maß- und Gewichtsordnung festgelegt. Es galt als ein Grundmaß. Das Maß fand auch als Bergwerks- und Lachtermaß Anwendung. Es entsprach dem Klafter.
- 1 Famn = 6 Fot = 1,781406 Meter  (1 Fot = 0,296901 Meter)[2]

Die Maßkette für Famn war:
- 1 Famn (Faden) = 3 Alnar (Ellen) = 6 Fot (Fuß)= 4 Quarter = 72 Verktum[3]

Als Brennholzmaß änderte sich die Bedeutung vom Längenmaß in ein Volumenmaß.
- 1 Famn war 6 Ellen hoch, 3 Ellen breit und die Scheitlänge musste zwischen 1 ½ und 1 ¼ Ellen liegen, so dass es etwa 18 Kubikellen ergab und ein Volumen von 3,76875 Kubikmeter oder Ster beinhaltete.[4]